# Kloster Nicula

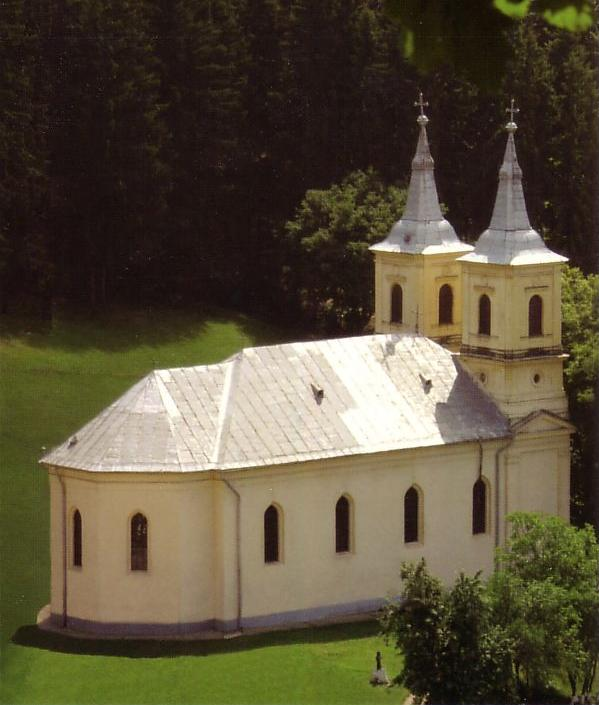
Klosterkirche Nicula

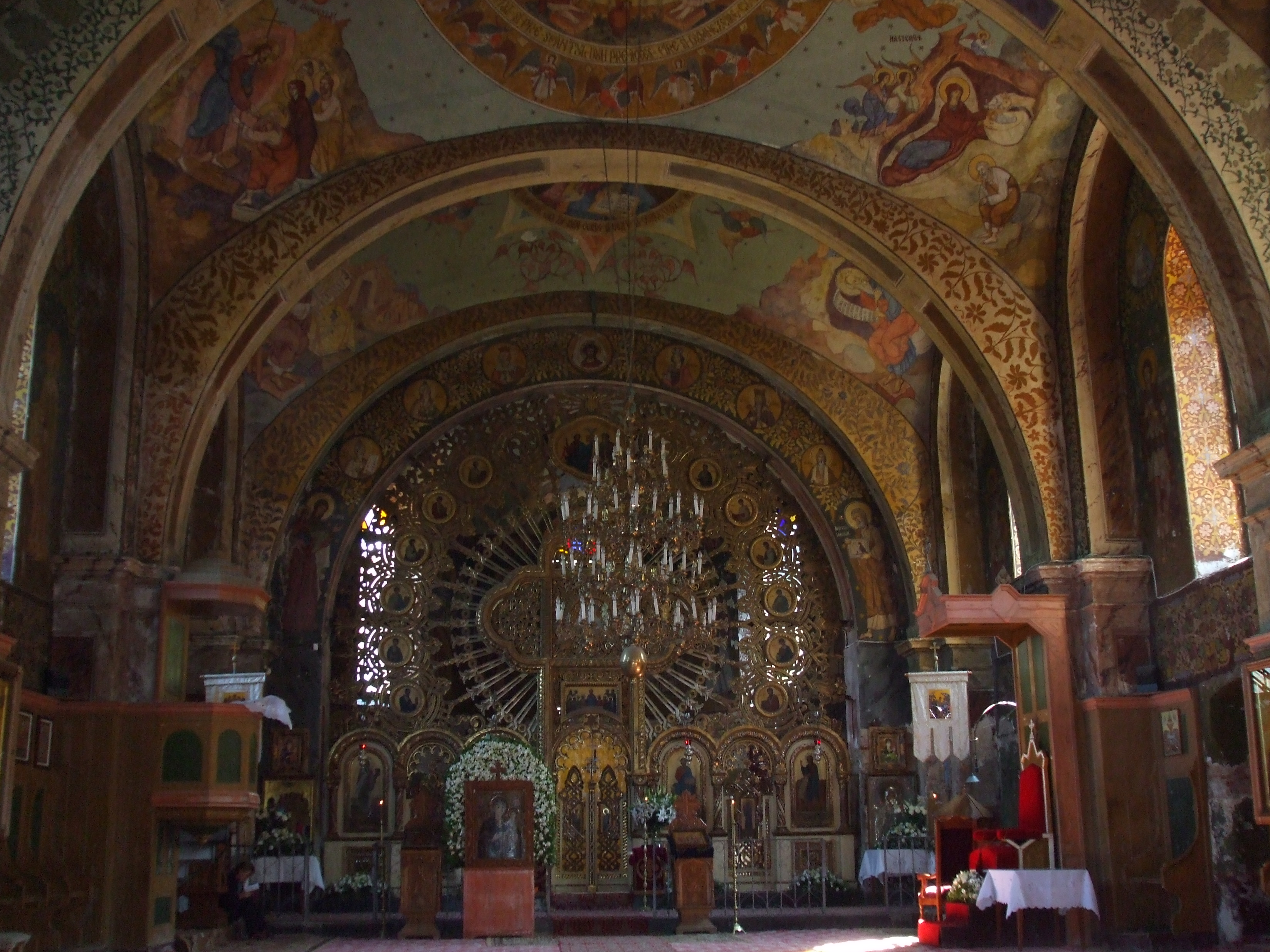
Innenansicht

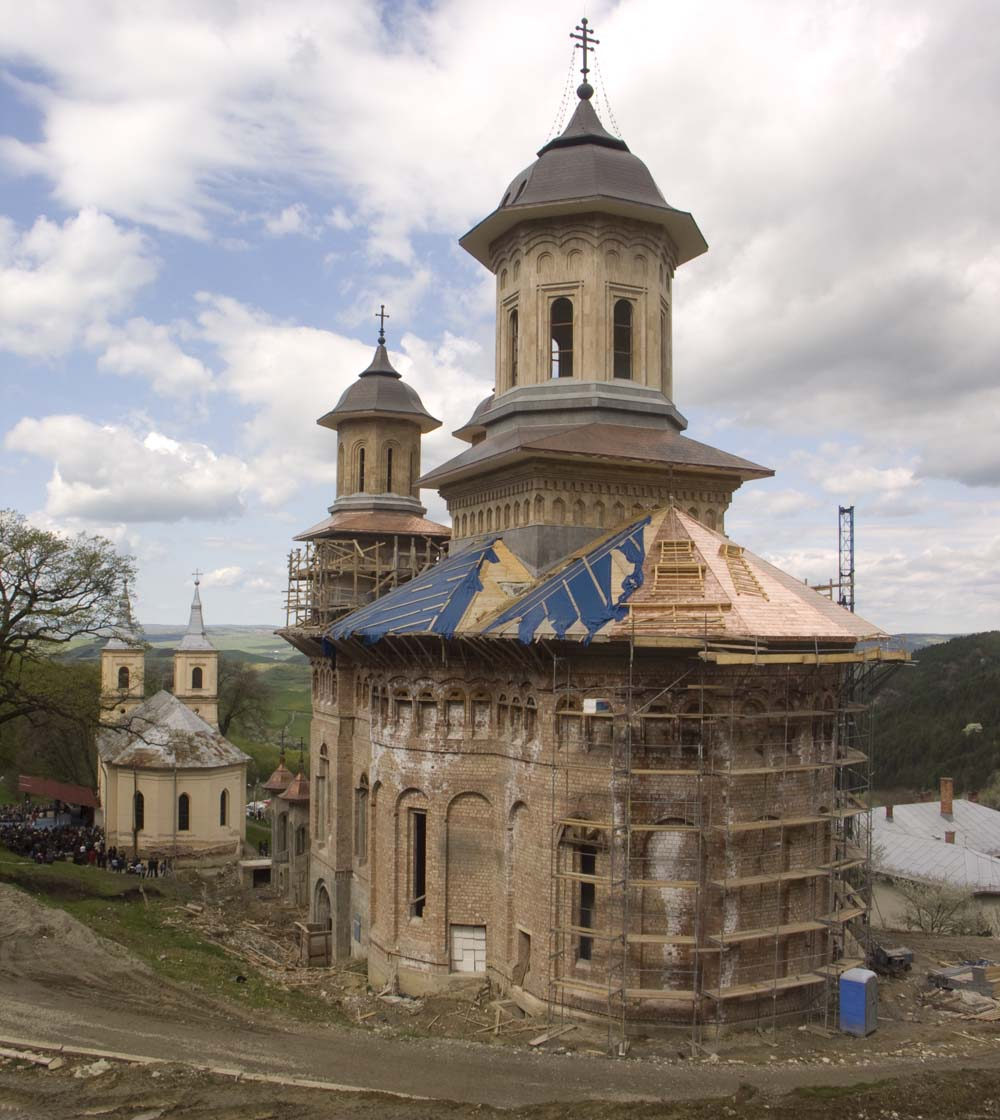
Die neue Betonkirche

Das Kloster Nicula [nikúla] ist ein Kloster des byzantinischen Ritus in Fizeșu Gherlii, Siebenbürgen, Rumänien. Das Patrozinium der Klosterkirche ist Mariä Himmelfahrt. Die Pilgerstätte Nicula wurde im 18. Jahrhundert als griechisch-katholischer Wallfahrtsort gegründet. Die Pilger besuchen ein Marienbild, das im Jahr 1699 angeblich geweint hat. Ähnliches wurde 1696 über das Gnadenbild von Máriapócs im Osten Ungarns berichtet. Dieses befindet sich heute im Wiener Stephansdom.
Durch das Aufkommen der Glashütten und unter österreichischem Einfluss entstand hier bereits im 18. Jahrhundert eine Schule für Hinterglasmalerei. Die Meister sind meist anonym geblieben. Unter den bekannt gewordenen Meistern sind drei deutscher Herkunft: Emil Weiss, Moritz Hachmann und Karl Müller.
1936 wurden in Nicula, das zu der Zeit als einfache Kapelle diente, griechisch-katholische Mönche angesiedelt. Diese wurden im Herbst 1948 durch das kommunistische Regime verhaftet. Unmittelbar danach, am 18. Dezember 1948, wurden im Kloster rumänisch-orthodoxe Mönche angesiedelt.
Nach dem Fall des Kommunismus und der Wiederzulassung der rumänischen griechisch-katholischen Kirche im Jahr 1989 versuchte diese vergeblich, eine gütliche Einigung mit der orthodoxen Kirche bezüglich der gemeinsamen Nutzung des Klosters zu erreichen. Die Einigung scheiterte bisweilen an dem Widerstand des orthodoxen Metropoliten der Klausenburger Metropolie (rum. Mitropolia Clujului), Bartolomeu Anania. Der durch die Enteignung von 1948 entstandene Konflikt zwischen rumänisch-orthodoxer und rumänisch-griechisch-katholischer Kirche wurde eingehend von Philippe Henri Blasen aufgrund der orthodoxen und griechisch-katholischen Geschichtsschreibungen untersucht. Blasen kommt zum Schluss, dass Nicula ein exemplarisches Beispiel für die unvereinbaren Positionen beider Kirchen ist.
Jährlich pilgern am 15. August zehntausende Gläubige nach Nicula. Die Orthodoxen feiern den Gottesdienst im alten Kloster, während die Katholiken außerhalb des Klosters, in der neu erbauten Dorfpfarrkirche, die Liturgie zu Mariä Himmelfahrt zelebrieren.